# Herbert Barrett
Herbert Roper Barrett (Upton, Regne Unit de la Gran Bretanya i Irlanda, 24 de novembre de 1873 − Horsham, Regne Unit, 27 de juliol de 1943) fou un tennista anglès, guanyador de dues medalles olímpiques en els Jocs Olímpics de Londres 1908 i Estocolm 1912.

## Carrera esportiva
Va iniciar la seva competició al Torneig de Wimbledon l'any 1898, on perdé en segona ronda davant el finalista Lawrence Doherty. Aconseguí arribar dues vegades a la final del torneig en competició individual, si bé perdé les dues (1908 i 1911). En aquest mateix torneig aconseguí tres títols en dobles masculins (1909, 1912 i 1913).
Va participar, als 34 anys, en els Jocs Olímpics d'Estiu de 1908 celebrats a Londres (Regne Unit), on va aconseguir guanyar la medalla d'or en la competició de dobles masculins interior fent parella amb Arthur Gore al derrotar George Caridia i George Simond per 6-2, 2-6, 6-3 i 6-3. En els Jocs Olímpics d'Estiu de 1912 celebrats a Estocolm (Suècia) aconseguí guanyar la medalla de plata en la competició de dobles mixts, fent parella amb Helen Aitchison i perdent la final davant els també britànics Edith Hannam i Charles Dixon per 6-4, 3-6 i 2-6.
Fou membre de l'equip britànic de la Copa Davis l'any 1900 que perdé la final davant l'equip estatunidenc. Així mateix fou capità de l'equip britànic en l'edició de 1933 que aconseguí la victòria del torneig.

## Torneigs de Grand Slam

### Individual: 2 (0−2)
| Resultat  | Núm. | Any  | Torneig       | Oponent en la final | Marcador                     |
| --------- | ---- | ---- | ------------- | ------------------- | ---------------------------- |
| Finalista | 1.   | 1908 | Wimbledon     | Arthur Gore         | 3−6, 2−6, 6−4, 6−3, 4−6      |
| Finalista | 2.   | 1911 | Wimbledon (2) | Anthony Wilding     | 4−6, 6−4, 6−2, 2−6, retirada |

### Dobles masculins: 6 (3−3)
| Resultat  | Núm. | Any  | Torneig       | Parella       | Oponents en la final                         | Marcador           |
| --------- | ---- | ---- | ------------- | ------------- | -------------------------------------------- | ------------------ |
| Finalista | 1.   | 1908 | Wimbledon     | Arthur Gore   | Josiah Ritchie Anthony Wilding               | 1−6, 2−6, 6−1, 7−9 |
| Guanyador | 1.   | 1909 | Wimbledon     | Arthur Gore   | Stanley Doust Harry Parker                   | 6−2, 6−1, 6−4      |
| Finalista | 2.   | 1910 | Wimbledon (2) | Arthur Gore   | Josiah Ritchie Anthony Wilding               | 1−6, 1−6, 2−6      |
| Guanyador | 2.   | 1912 | Wimbledon (2) | Charles Dixon | Max Décugis André Gobert                     | 3−6, 6−3, 6−4, 7−5 |
| Guanyador | 3.   | 1913 | Wimbledon (3) | Charles Dixon | Heinrich Kleinschroth Friedrich Wilhelm Rahe | 6−2, 6−4, 4−6, 6−2 |
| Finalista | 3.   | 1914 | Wimbledon (3) | Charles Dixon | Norman Brookes Anthony Wilding               | 1−6, 1−6, 7−5, 6−8 |

## Jocs Olímpics

### Dobles masculins
| Any  | Campionat                                     | Parella     | Oponents                     | Resultat           |
| ---- | --------------------------------------------- | ----------- | ---------------------------- | ------------------ |
| 1908 | Jocs Olímpics, Londres, Regne Unit (interior) | Arthur Gore | George Caridia George Simond | 6−2, 2−6, 6−3, 6−3 |

### Dobles mixts
| Any  | Campionat                                  | Parella         | Oponents                   | Resultat      |
| ---- | ------------------------------------------ | --------------- | -------------------------- | ------------- |
| 1912 | Jocs Olímpics, Estocolm, Suècia (interior) | Helen Aitchison | Edith Hannam Charles Dixon | 6−4, 3−6, 2−6 |